# Messe Offenburg-Ortenau
Koordinaten: 48° 27′ 49,8″ N, 7° 56′ 2,1″ O
Die Messe Offenburg-Ortenau ist die Veranstaltungsstätte der Kreisstadt Offenburg in Baden-Württemberg.

## Betreiber
Eigentümer des Messegeländes ist die Offenburger Stadthallen- und Messeimmobilien GmbH. Betreiber ist die Messe Offenburg-Ortenau GmbH. Beide Gesellschaften sind jeweils zu 100 Prozent Tochtergesellschaften der Stadt Offenburg. Auf dem Messegelände finden Messen, Kongresse, TV-Produktionen, Konzerte und Corporate Events statt.

## Gelände
Das Gesamtgelände mit einer Größe von 179.000 m² besticht durch seine unterschiedlichen Hallenformate, die sich entsprechend des Kundenbedarfs kombinieren lassen. Insgesamt verfügt die Messegesellschaft über eine Hallenkapazität von rund 30.000 m².

## Geschichte
1924 fand in Offenburg die erste Messe statt. Durch die dem Ersten Weltkrieg und der Nachkriegszeit geschuldete wirtschaftliche Notlage beschloss im Jahre 1957 die damalige Offenburger Stadtverwaltung, mit einer Messe die Wirtschaft wiederzubeleben. Es entstand zunächst die Ortenauer Herbstmesse, die heutige Oberrhein Messe. Bis heute ist die Herbstmesse, die 1967 in Oberrhein Messe umbenannt wurde, die besucherstärkste Veranstaltung der Messe Offenburg-Ortenau.
1957 begannen Planungen einer Messehalle durch die Offenburger Stadtverwaltung, die mit der Fertigstellung der Oberrheinhalle im Jahr 1963 umgesetzt wurden. 1972 wurde eine weitere feste Halle, die Ortenauhalle, eingeweiht. Dieser folgten in den nächsten Jahren noch weitere Hallen. Im Jahr 2005 wurde die Baden-Arena eingeweiht und 2008 wurde die Oberrheinhalle grunderneuert, in die auch Teile der alten Oberrheinhalle aus dem Jahr 1963 integriert wurden. Am 9. März 2023 wurde die neu erbaute EDEKA-Arena feierlich eröffnet.

## Messen und Veranstaltungen

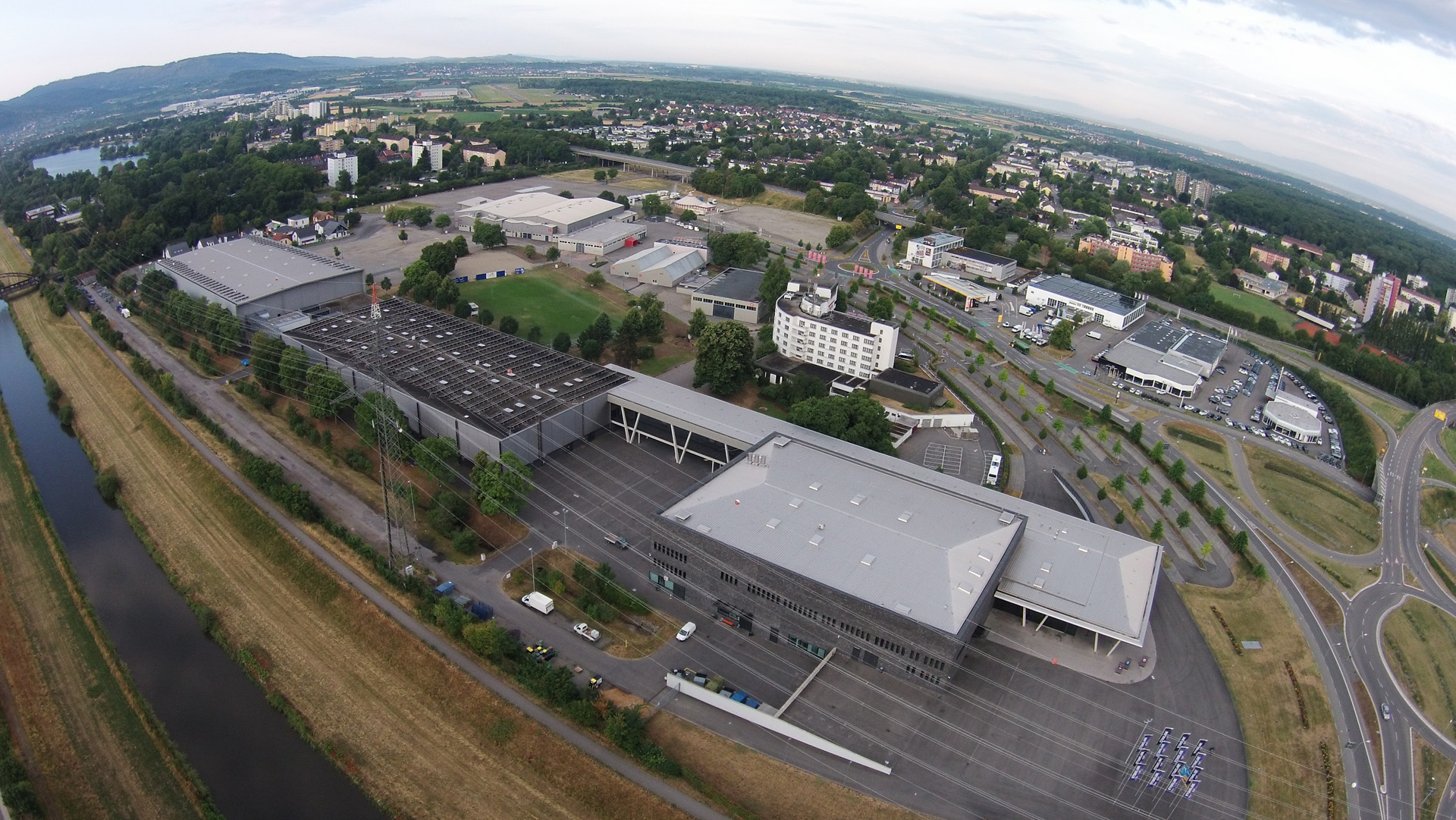
Eine Luftaufnahme der Messe Offenburg-Ortenau mit der Oberrheinhalle im Vordergrund (Rückansicht).

Jedes Jahr finden Messen und Veranstaltungen aller Art in Offenburg statt. Dies sind bspw.:
| Messen - Oberrhein Messe - FORST live mit WILD & FISCH - Eurocheval - Berufsinfomesse - GeoTHERM - TATTOO & ART SHOW - Urban Tec live - Bauen Wohnen Garten & Genuss - bioagrar - ExpoExtreme | Veranstaltungen - Kongresse - Corporate Events - Seminare und Tagungen - TV-Produktionen - Konzerte - Kulturveranstaltungen - Comedy |

## Verkehrsanbindung
- Das Messegelände liegt an der Autobahn A5 und ist über die Ausfahrt 55-Offenburg sowie über die Bundesstraßen B3 und B33 mit dem Auto zu erreichen.
- ICE-Bahnhof Offenburg, Fußweg ab dort ca. 35 Minuten
- Vom zentralen Omnibusbahnhof am Bahnhof mit Linie S3, Linie S5, Linie S6 oder der Linie 7141 zum Messeplatz.
- Flughafen Straßburg, Flughafen Baden-Baden, Flughafen Basel-Mülhausen